# Ґалвестонський ураган 1900 року
Ґалвестонський ураган 1900 року (англ. Galveston Hurricane of 1900) — руйнівний ураган, що вийшов на сушу біля міста Ґалвестон, Техас, 8 вересня 1900 року. Швидкість вітру на момент виходу на сушу оцінюється у 60 м/с, що робить його тропічним циклоном 4 категорії за шкалою Саффіра-Сімпсона. Цей ураган привів до численних жертв, що оцінюються від 6000 до 12000 осіб; число ж, що найчастіше цитується — 8000 — ставить ураган на третє місце серед усіх атлантичних ураганів (після Великого урагану 1780 року і урагану Мітч 1998 року). Ураган є першим серед всіх природних катастроф за числом жертв на території США, тоді як друге займає Окічобський ураган 1928 року з 2500 жертв, а третє — ураган Катріна з 1800 жертв.
Ураган відбувся до введення офіційної практики найменування тропічних циклонів людськими іменами, тому у нього існує багато описових назв. Найчастіше він згадується як «Ґалвестонський ураган 1900 року», «Великий ґалвестонський ураган» або, особливо в найстаріших джерелах, «Ґалвестонська повінь». Серед місцевих мешканців також існувала назва «Великий шторм» або «Шторм 1900 року».

## Метеорологічна історія

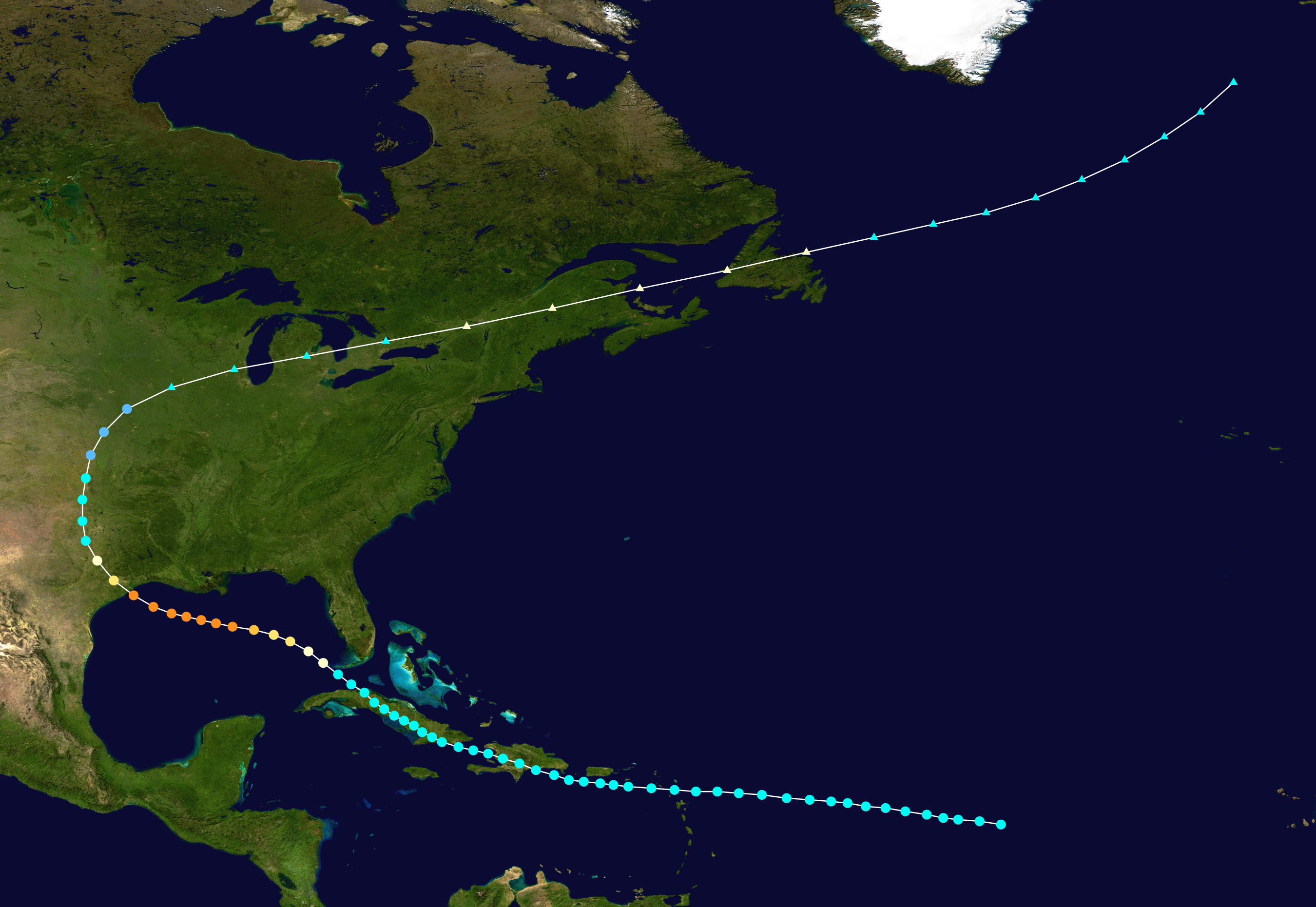
Шлях урагану

Точне місце формування цього тропічного циклону залишається неясним, оскільки можливості спостереження за тропічними циклонами на той час були обмеженими. Повідомлення можна було отримати лише від океанських суден, і те лише після їх повернення до порту, оскільки радіотелеграф на той момент ще не набув поширення. Найбільш ймовірно, ураган 1900 року, як і багато з найсильніших атлантичних ураганів, почався як ураган кабовердійського типу — з тропічної хвилі, що рухалася на захід від африканського узбережжя. Перше офіційне спостереження тропічного циклону було здійснене 27 серпня, приблизно за 1600 км на схід від Навітряних островів, коли судно пройшло через район «неспокійної погоди». Тропічний циклон перетнув Підвітряні острови 30 серпня, ймовірно лише з силою тропічної депресії, як можна судити за зареєстрованим атмосферним тиском на острові Антигуа.
Через три дні на Антигуа була зареєстрована сильна гроза, за якою настав період спокійної теплої і вологої погоди, характерної для проходження тропічного циклону. 1 вересня Погодне бюро США повідомило про «шторм середньої сили» (ще не ураган) на південний схід від Куби. 3 вересня шторм вийшов на сушу на південному заході Куби, викликавши зливові дощі. 5 вересня він пройшов Флоридською протокою із силою тропічного шторму або слабого урагану.

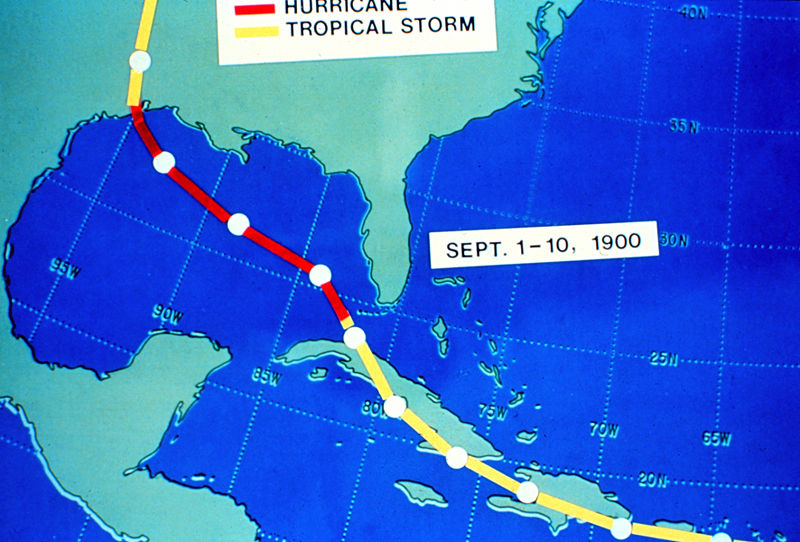
Шлях урагану з 1 по 10 вересня

До 6 вересня шторм опинився на північ від міста Кі-Вест, а уранці 7 вересня Погодне бюро в Новому Орлеані випустило повідомлення про значні руйнування на узбережжі Луїзіани і Міссісіпі, однак через пошкодження телеграфних ліній деталі не було поширено. Погодне бюро у Вашингтоні випустило штормове попередження по всьому узбережжю від Флориди до Ґалвестона. Увечері 7 вересня свідоцтва наближення урагану були отримані в самому Ґалвестоні, о 1 дня того є дня до урагану потрапило судно «Луїзіана» після виходу з порту Нового Орлеану, капітан якого оцінив швидкість вітру у 45 м/с, що відповідає урагану 2 категорії.
У другій половині дня в суботу 8 вересня у місті почався сильний північно-східний вітер, що до 5 годин вечора досяг ураганної сили. Тієї ж ночі вітер змінив напрямок на східний, коли око урагану досягло західних околиць міста. О 11 вечора вітер змінив напрямок на південний та почав знижати силу, а уранці наступного дня мешканців міста, які вижили, зустріло чисте небо і бриз швидкістю 9 м/с з Мексиканської затоки. Ураган продовжив рух далі, перетнув Оклахому, Великі озера (із вітрами у 18 м/с) і 12 вересня досяг Галіфакса. Далі залишки урагану вийшли в Атлантичний океан і зникли від спостеригачів.

## Ґалвестон перед ураганом
Наприкінці 19 століття Ґалвестон був містом, що швидко розвивалося, а його населення досягло 42 тис. мешканців. Місто знаходилося на березі зручної природної гавані — Ґалвестонської затоки на узбережжі Мексиканської затоки — що зробило його квітучим торговим центром і найбільшим містом штату Техас.
Місто Індіанола, розташоване неподалік на узбережжі затоки Матаґорда, почало швидкий розвиток раніше та на початку 1870-тих років було другим за значенням портовим містом Техасу. Але в 1875 році воно було практично зруйноване сильним ураганом. Місто було відновлене, але знов зруйноване ураганом 1886 року, унаслідок чого мешканці цілком залишили його. Багато мешканців Ґалвестна розглядали трагедію Індіаноли як урок для Ґалвестона про загрозу ураганів. Оскільки Ґалвестон був збудований на низькому острові, від узбережжя його відділяв лише невисокий пісковий бар. Для захисту від можливих штормових припливів і штормових хвиль було запропоновано збудувати захисну дамбу уздовж узбережжя, але через опозицію більшості населення і уряду міста ця пропозиція була відхилена. З офіційного моменту заснування у 1839 році на місто обрушувалися численні шторми, жодний з яких не наніс йому значної шкоди. Мешканці не вірили, що майбутній шторм може опинитися гіршим (хоча і не всі поділяли таку думку). З метою офіційної оцінки загрози ураганів, директор ґалвестонського відділення Погодного бюро Айзек Кляйн написав у 1891 році статтю в газеті Galveston Daily News, в якій намагався довести що не тільки не було потреби у захисній дамбі, але й що ураган значної сили ніколи не досягне міста. Захисна дамба так і не була споруджена, тоді як розвиток міста збільшував його уразливість до штормів. Зокрема, були знесені природні дюни, які до того існували уздовж берега, що усунуло єдиний невеликий бар'єр між містом та затокою.

## Підготовка

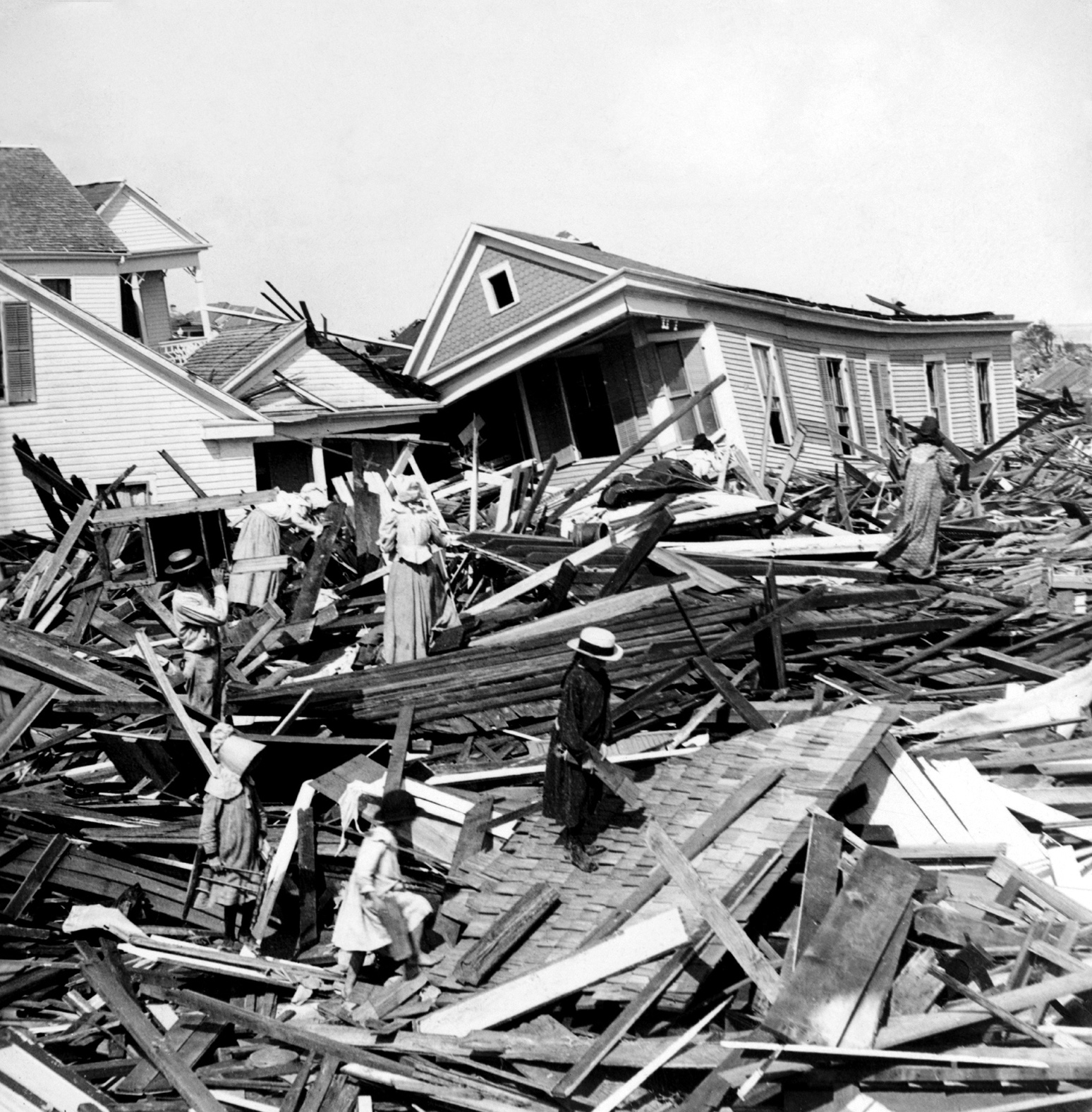
Люди обшукують зруйновані доми

4 вересня ґалвестонське відділення Погодного бюро почало отримувати попередження з штаб-квартири бюро у Вашингтоні про наближення «тропічного шторму», що у той час знаходився над Кубою. Погодне бюро не могло спрогнозувати майбутній шлях урагану, щобільше, термін «ураган» не використовувався у попередженнях для уникнення зайвої паніки серед населення перед кожним штормом. Однак умови над Мексиканською затокою були сприятливі для розвитку урагану, зокрема поверхня океану була дуже теплою, тому ураган продовжив посилюватися. Фахівці Погодного бюро вважали, що ураган зверне на північ та вразить атлантичне узбережжя США, хоча з ними не погоджувалися кубинські метеорологи, які вважали, що ураган продовжить шлях на захід. Зокрема, у одному кубинському прогнозі вказувалося на ймовірність доходження урагану до Сан-Антоніо.
Наступного дня мешканці все ще не сприймали серйозно повідомлення про наближення урагану, зокрема через досить звичайну погоду. Невелика кількість мешканців евакуювалася до континенту, але переважна більшість залишилася у місті. За словами директора місцевого відділення Погодного бюро Айзека Кляйна, він особисто об'їхав прибережні райони міста і попередив їх мешканців про небезпеку, попри відсутність офіційного попередження з Вашингтону, однак жоден з мешканців міста, які вижили, не пригадав про це, що робить роль цієї людини спірною, також і через його запевнення про непотрібність захисної дамби.

## Ефект на Ґалвестон
|                                                                                      | Тільки що було отримано перші новини з Ґалвестона, поїздом, що не зміг наблизитися до затоки ближче ніж за шість миль, де прерії були завалені уламками та мертвими тілами. З поїзда було нараховано близько 200 трупів. Великий пароплав викинутий на берег у двох милях від берега. Ніяких слідів Ґалвестона побачити неможливо. Жертви та руйнування без сумніву жахливі. Погода ясна, з слабким південно-східним вітром. |
| — Ґ.Л. Воґан Менеджер, Вестерн Юніон, Х'юстон, з телеграми голові Погодного бюро США | |

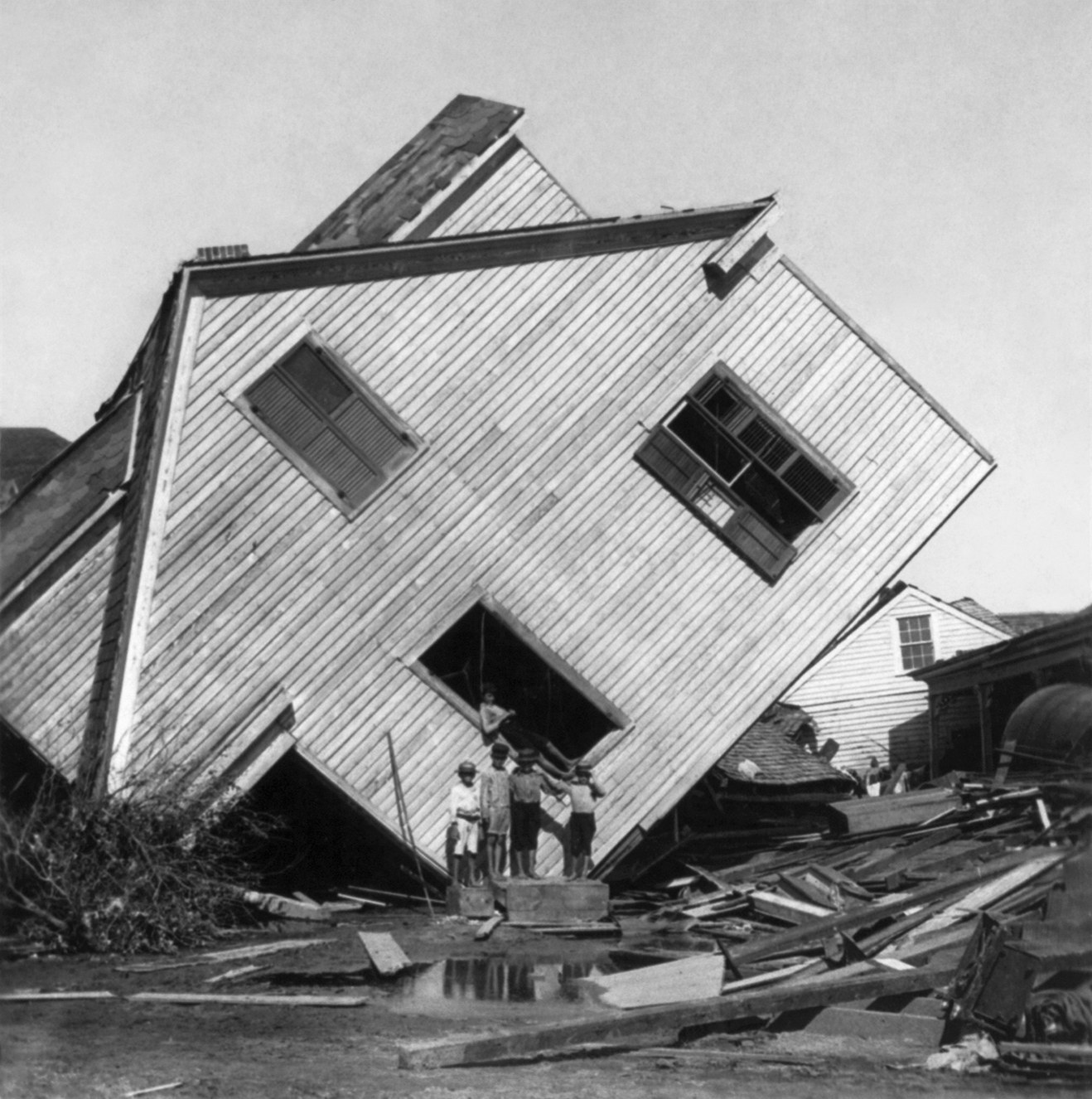
Будинок у Ґалвестоні 15 жовтня 1900 року

На момент урагану, найвища точка Ґалвестона знаходилася на висоті лише 2,7 м над рівнем моря. Ураган же викликав штормовий приплив заввишки понад 4,6 м, що накрив увесь острів. Штормовий приплив змивав будинки з фундаментів, а хвилі розламували їх на частини. Понад 3600 домів було зруйновано, а від міста залишилися лише руїни. Невелика кількість будівель, що витримали ураган, переважно капітальних особняків, зараз зберігаються як туристичні пам'ятки.
Найбільша виміряна швидкість вітру склала 45 м/с та була зареєстрована після 6 вечора, але анемометр Погодного бюро був здутий з будівлі одразу після вимірювання. Око урагану пройшло містом о 8 вечора, а максимальні вітри до його приходу оцінили на той час у 54 м/с, хоча пізніше оцінка була збільшена і ураган рекласифікований до 4 категорії. Найнижчий виміряний атмосферний тиск склав 964 гПа — це було настільки низьким значенням, що на той час вважалося помилковим. Пізніші оцінки тиску у центрі склали 931 гПа, але були знов переглянуті й збільшені до 936 гПа.
Руйнування були значними, а людські жертви рекордними. Через руйнування мостів та телеграфних ліній, що зв'язували місто з континентом, інформація про масштаби катастрофи довго не могла досягти решти країни. О 11 ранку 9 вересня «Pherabe», одне з кількох суден з Ґалвестона, що пережило ураган, прибуло до Тексас-Сіті на західному узбережжі Ґалвестонської затоки та перевезло шість пасажирів. Один з них був першим, хто відправив телеграму губернатору штату і президенту країни: «Мені доручено мером і громадським комітетом Ґалвестона проінформувати вас, що місто лежить в руїнах». При цьому число загиблих оцінювалося у 500 осіб, що було сприйнято як перебільшення.
Мешканці Х'юстона знали про інтенсивний шторм, що пройшов цим районом, і приготувалися надати допомогу. Рятувальники майже одразу вирушили до Ґалвестона поїздом і морем, та знайшли місто повністю зруйнованим. Зараз вважається, що там загинуло близько 8 тис. осіб або 20% його населення, хоча оцінки варіюють від 6 тис. до 12 тис.. Більшість з них втонули або були вбити уламками зруйнованих будівель, які кидали на них хвилі. Деякі пережили ураган, але загинули наступними днями, нездатні вибратися з-під уламків, а рятівники не мали можливості швидко дістатися до них. Рятівники часто чули стогони серед зруйнованих домів і рятували тих, кого могли. Решта мешканців міста, приблизно 30 тис., залишилися без даху над головою.

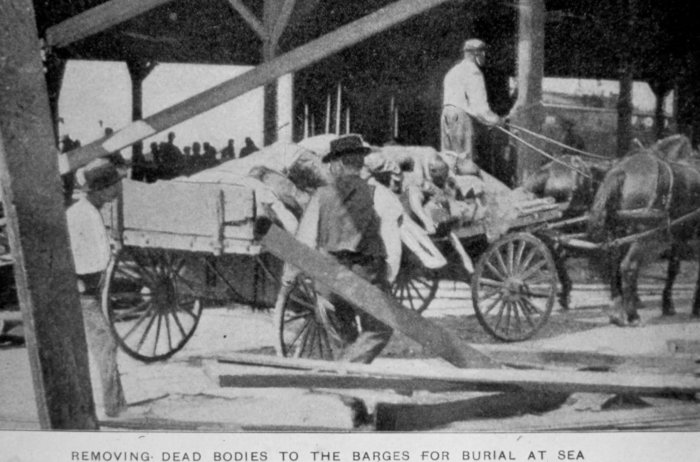
Вивезення трупів для поховання у морі

Трупи були настільки численними, що поховання не було можливим. Спочатку їх просто скидували у море, але оскільки течії виносили багато трупів на берег, цю практику припинили. В результаті трупи почали спалювати, що тривало кілька тижнів після урагану. Для підтримки робітників, що займалися збором та перевезенням трупів, їм безкоштовно видавали віскі. Загальна кількість жертв  цього урагану на території США перевищила клькість жертв від наступних понад 300 тропічних циклонів  взятих разом, станом на 2009 рік.

## Ефект на інші райони
Циклон продовжив рух із тропічними характеристиками та вітрами швидкістю 18-22 м/с ще довго після виходу на сушу і досяг півночі Середнього Заходу, де на великій території викликав понад 100 мм опадів. Тропічні циклони штормової сили інколи досягають Вісконсину та навколишніх районів, але це трапляється приблизно раз на 50 років, хоча з тропічними депресіями це відбувається набагато частіше.
Ґалвестонський ураган рухався дуже швидко і зберіг вітер швидкістю 29 м/с на момент досягнення Нью-Йорка 12 вересня 1900 року. The New York Times повідомила про те, що вітер не давав можливості ходити по вулицям та про одну жертву, вбиту впавшим дорожнім знаком. Також у місті постраждали деякі будівлі. Після виходу у море шторм викликав сильні хвилі, одні з найсильніших, що пам'ятали мешканці цих районів.

## Наслідки
| Місце    | Ім'я / назва   | Сезон | Збитки      |
| -------- | -------------- | ----- | ----------- |
| 1        | «Маями»        | 1926  | 235.9 млрд  |
| 2        | «Ґалвестон»    | 1900  | 138.6 млрд. |
| 3        | «Катріна»      | 2017  | 116.9 млрд. |
| 4        | «Ґалвестон»    | 1915  | 109.8 млрд. |
| 5        | «Ендрю»        | 1992  | 106 млрд.   |
| 6        | «Сенді»        | 2012  | 73.5 млрд.  |
| 7        | «Куба-Флорида» | 1944  | 73.5 млрд.  |
| 8        | «Гарві»        | 2017  | 62.2 млрд.  |
| 9        | «Нова Англія»  | 1938  | 57.8 млрд.  |
| 10       | «Окічобі»      | 1928  | 54.4 млрд.  |
| Джерело: |                |       |             |

### Відновлення
Для мешканців міста, які вижили, на березі були встановлені намети із запасів Армії США. Їх було так багато, що очевидці назвали їх «білим містом на пляжі». Деякі мешканці будували собі тимчасові домівки із «штормового лісу» — уламків зруйнованих домів міста. 12 вересня у місті було відкрито перше після урагану поштове відділення, наступного дня було налагоджено постачання питної води, а Вестерн Юніон почав надавати послуги телеграфу. Вже через три тижні відновилася робота порту для вивозу бавовни.
До урагану Ґалвестон був багатим і престижним містом, його називали, зокрема, «Волл-Стріт Південного Заходу». Однак після шторму центр економічної активності перемістився до Х'юстону, що отримував дивіденди від нафтового буму. Із будівництвом Х'юстонського судноплавного каналу в 1909—1914 роках значення Ґалвестона остаточно впало.

### Заходи безпеки вжиті унаслідок урагану

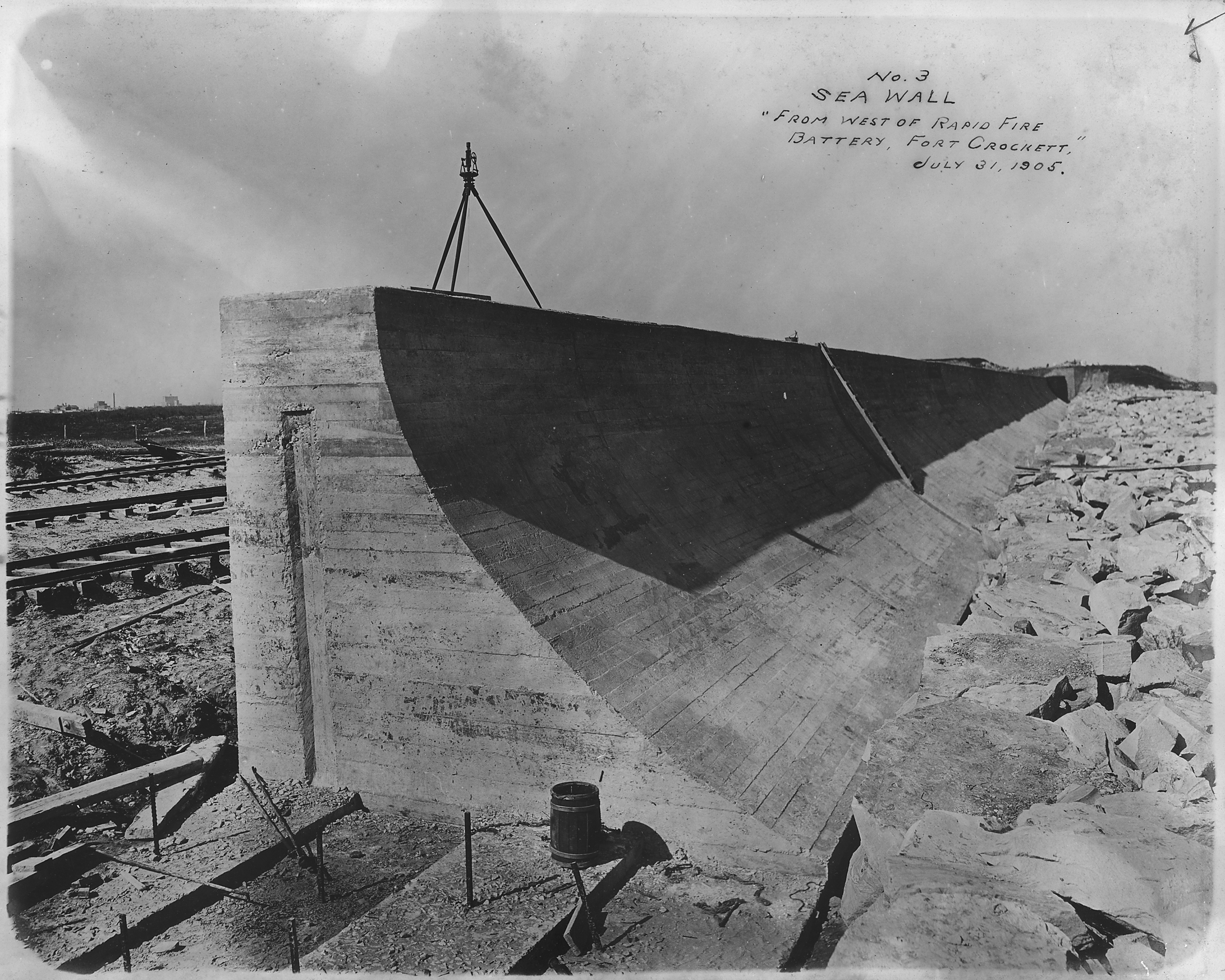
Захисна дамба під час будівництва

Для запобігання майбутнім штормам у місті було здійснено багато заходів. Зокрема, в 1902 році було збудовано перші 5 км захисної дамби 5,2 м заввишки. Для сполучення з материком був споруджений новий капітальний міст. Але найрадикальнішим заходом для запобігання штормам було підняття всього міста. За допомогою намитого піску місто було підняте на 5,2 м над попереднім рівнем. У цьому процесі було піднято понад 2100 будівель, включаючи 3000-тонну церкву Св. Патрика. 2001 року ці роботи були визнані Національною інженерною пам'яткою.
В 1915 році на місто знов обрушився тропічний циклон схожої сили. Цей тропічний циклон викликав 4-метровий штормовий приплив, що випробував нову захисну дамбу. Хоча на острові від шторму загинуло 53 особи, наслідки цього урагану опинилися набагато менш руйнівними, ніж урагану 1900 року.

### Пам'ять
Ґалвесонський історичний фонд підтримує Техаський портовий музей у порту міста, де, зокрема, показують документальний фільм «Великий шторм» про ураган 1900 року.

## Галерея

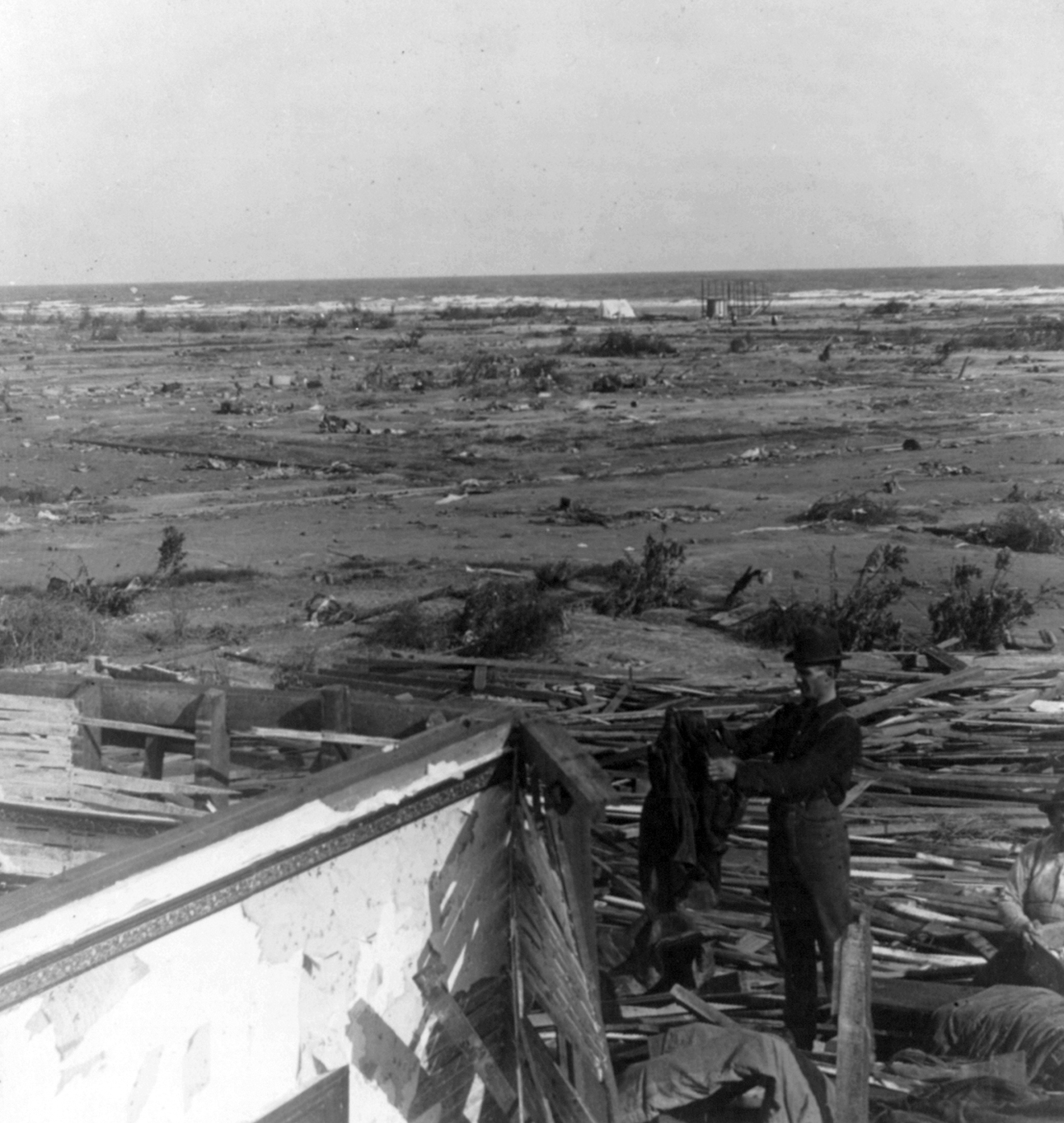
Вигляд на затоку
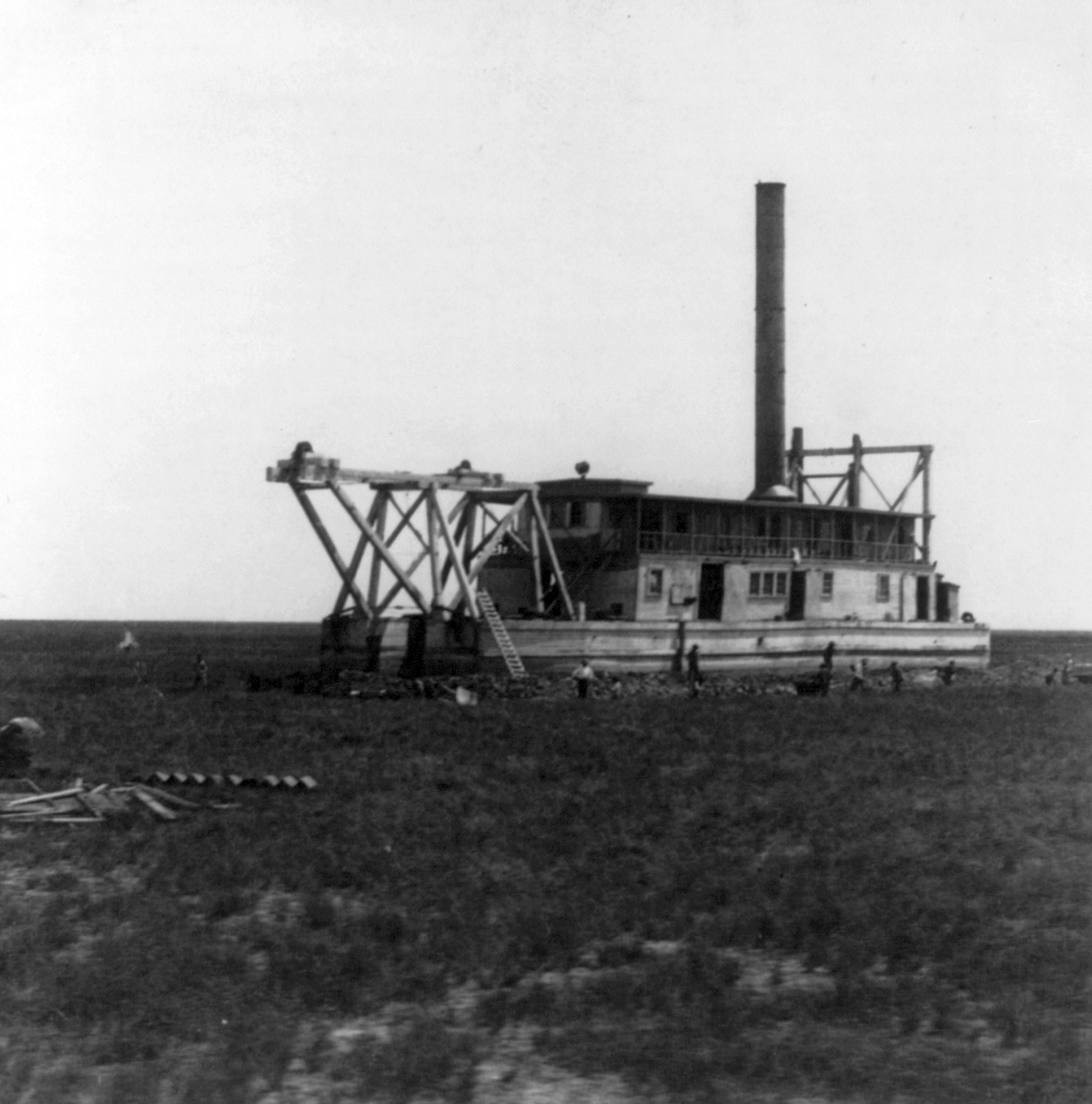
Винесений на берег човен
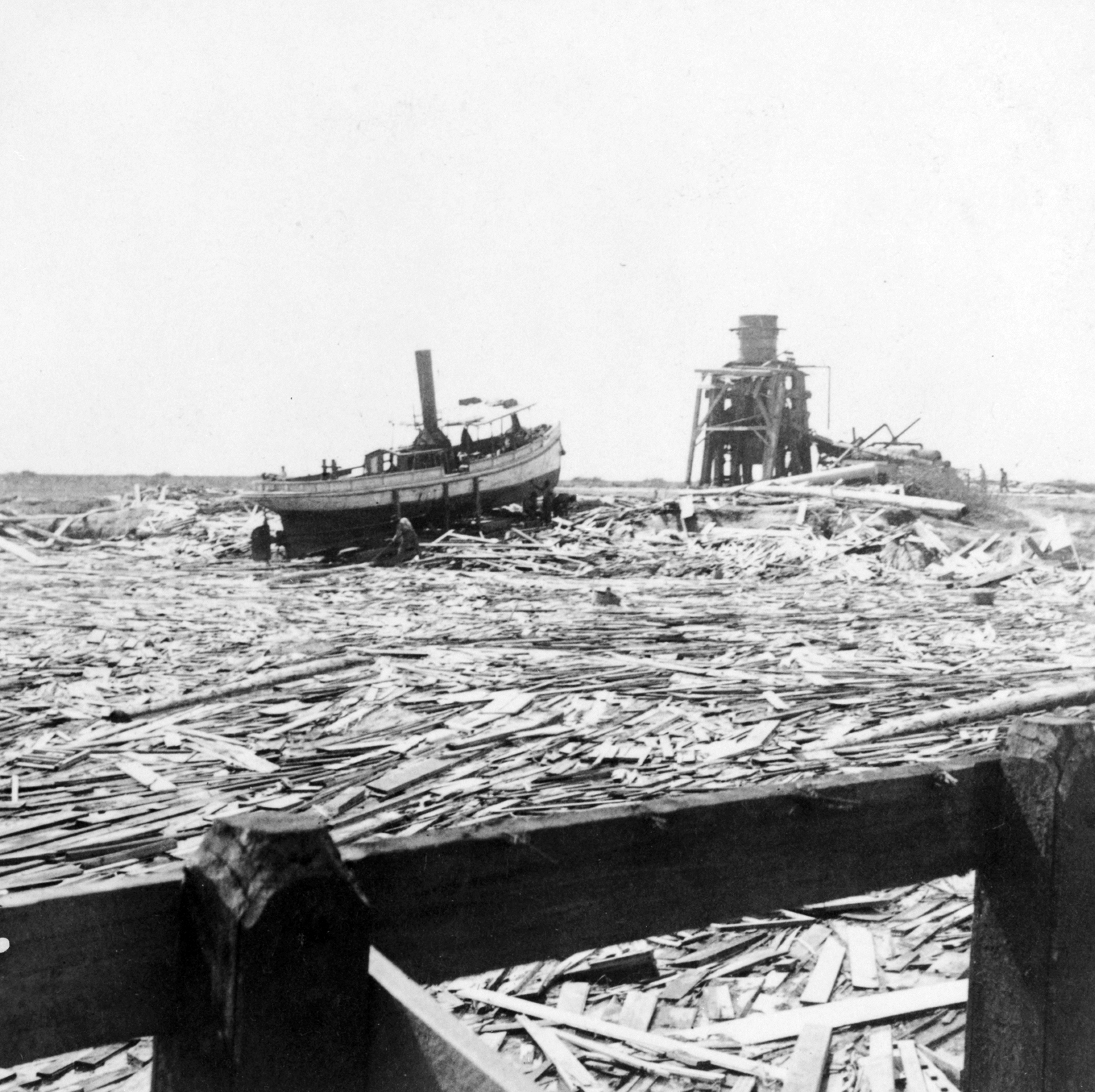
Уламки на морі біля міста - типова сцена після урагану на мілі навколо
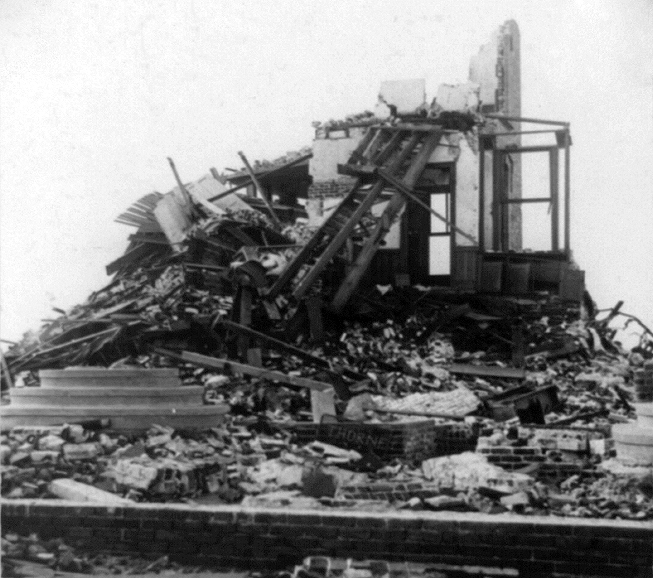
Тераса Св. Люкаса, де пізніше було знайдено 80 тіл
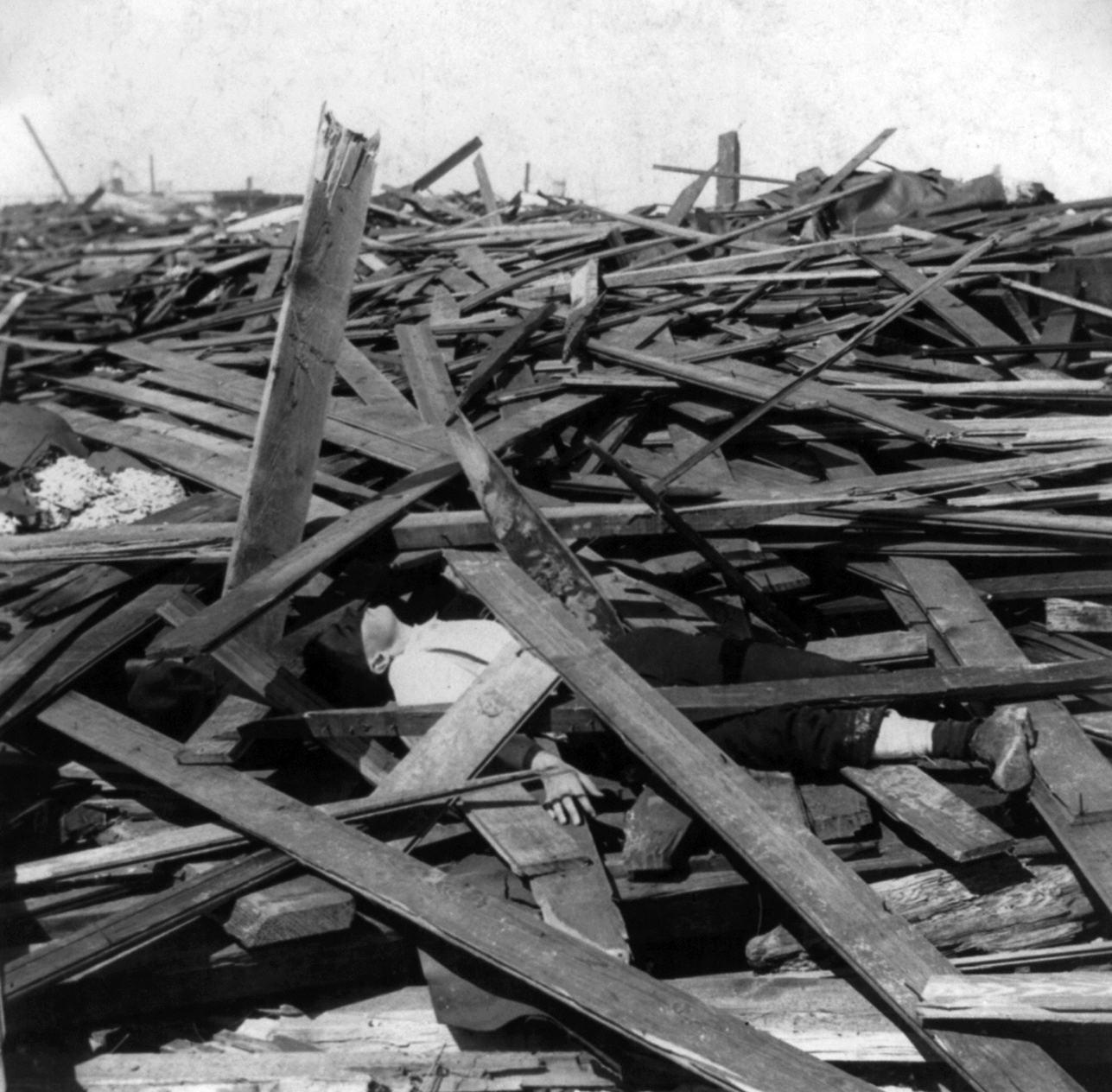
Труп серед руїн на пристані
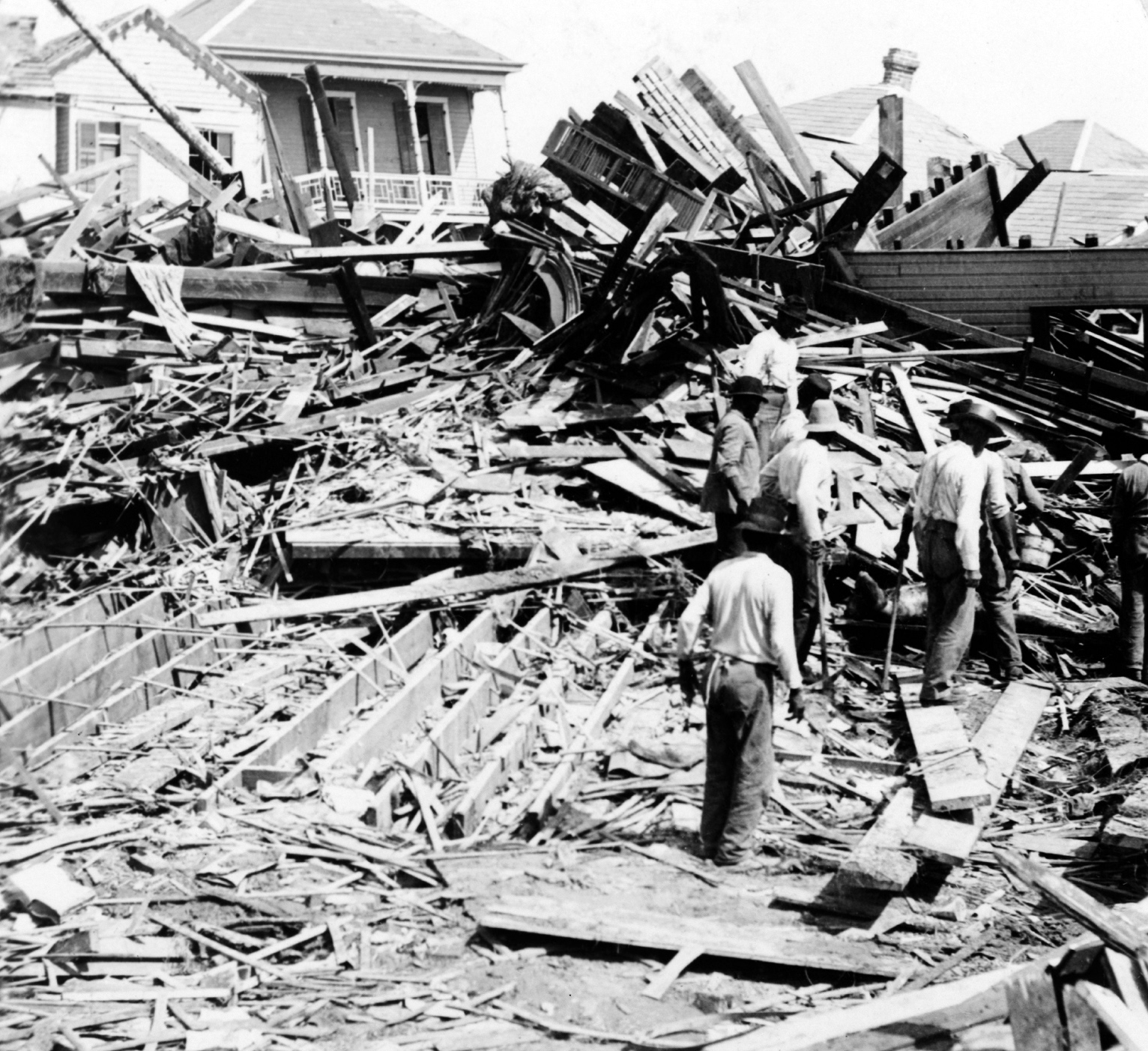
Труп серед руїн
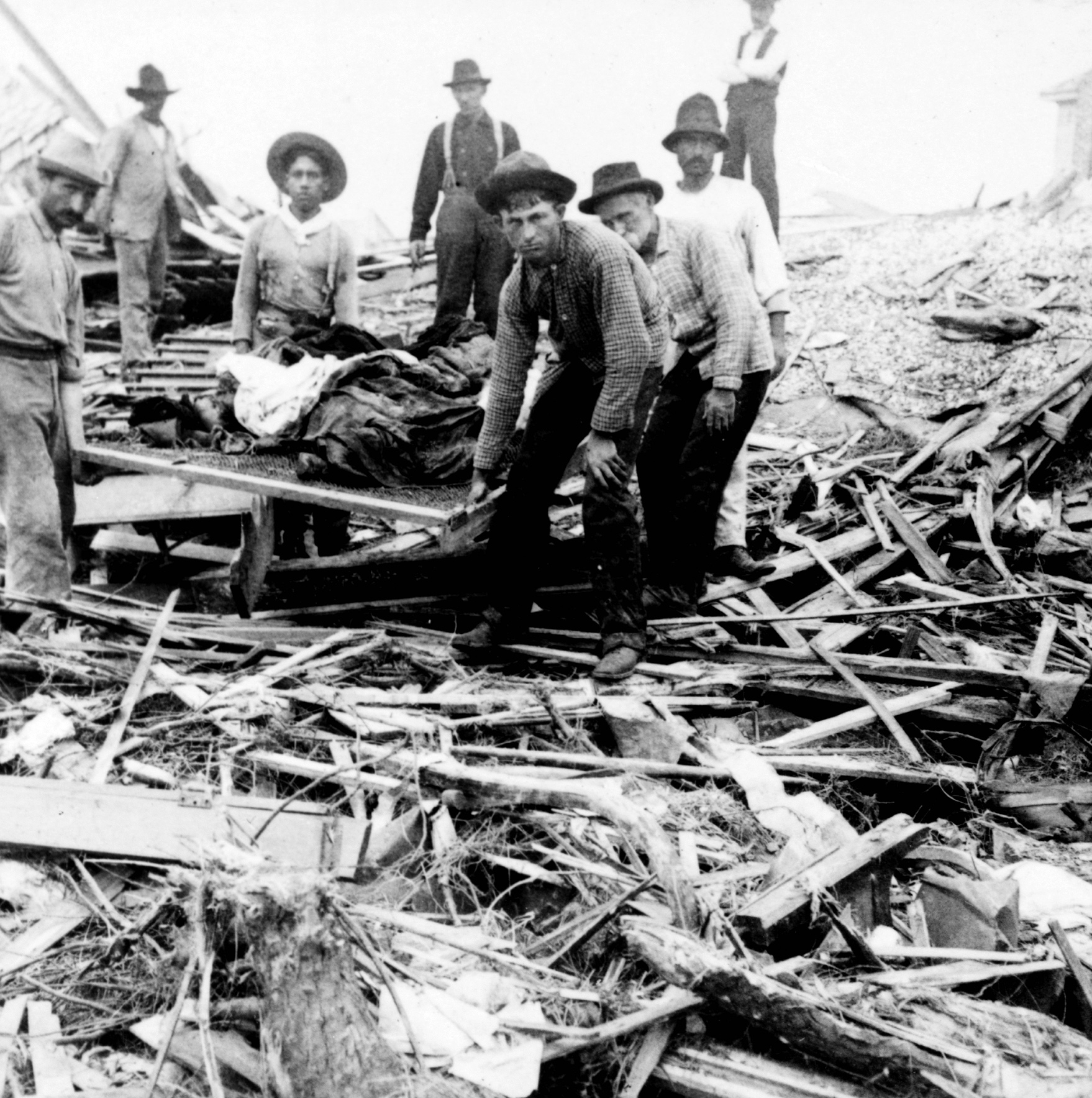
Вивезення трупів
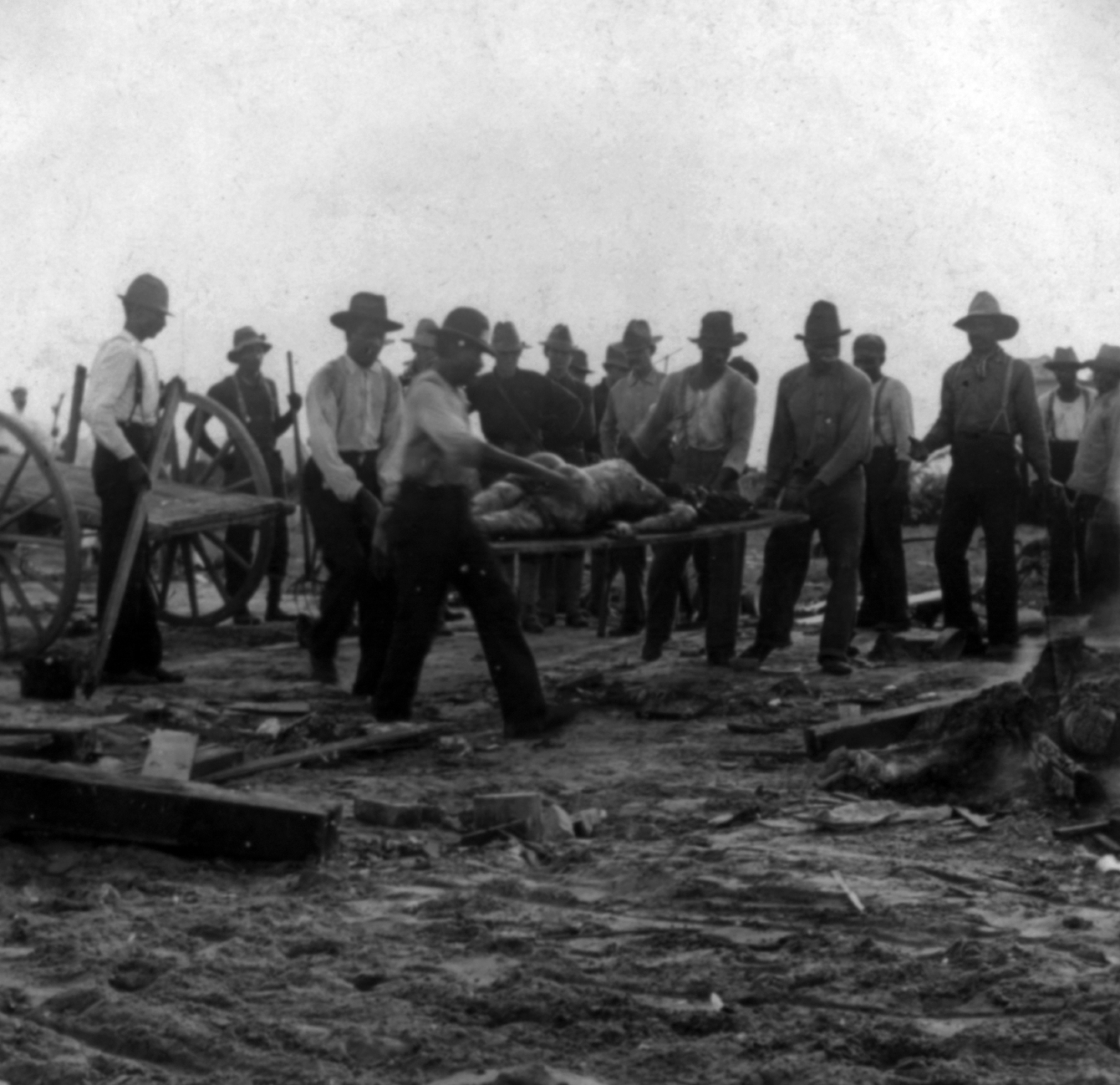
Кремація трупів
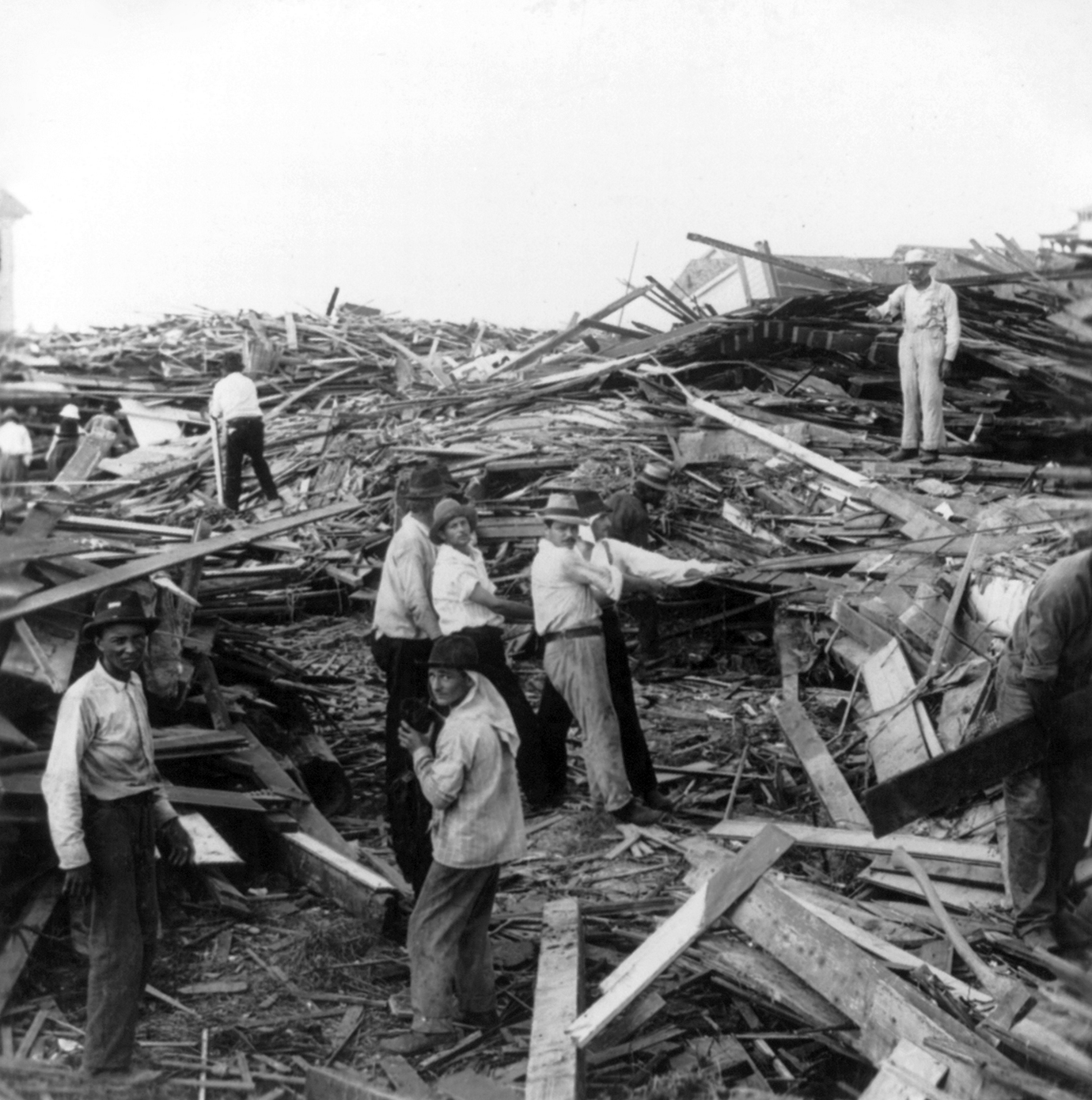
Рятувальники за роботою
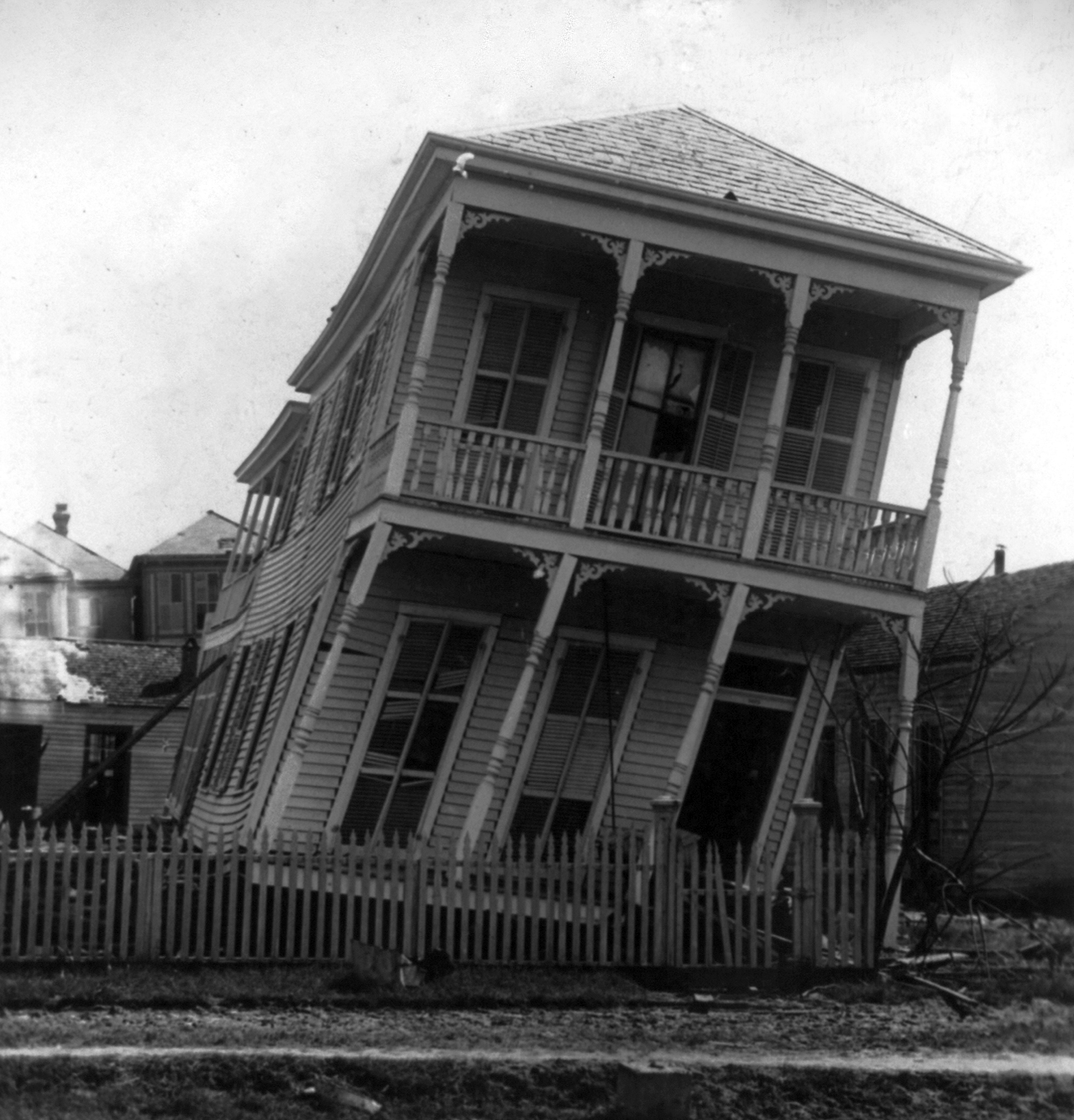
Ушкоджений дім
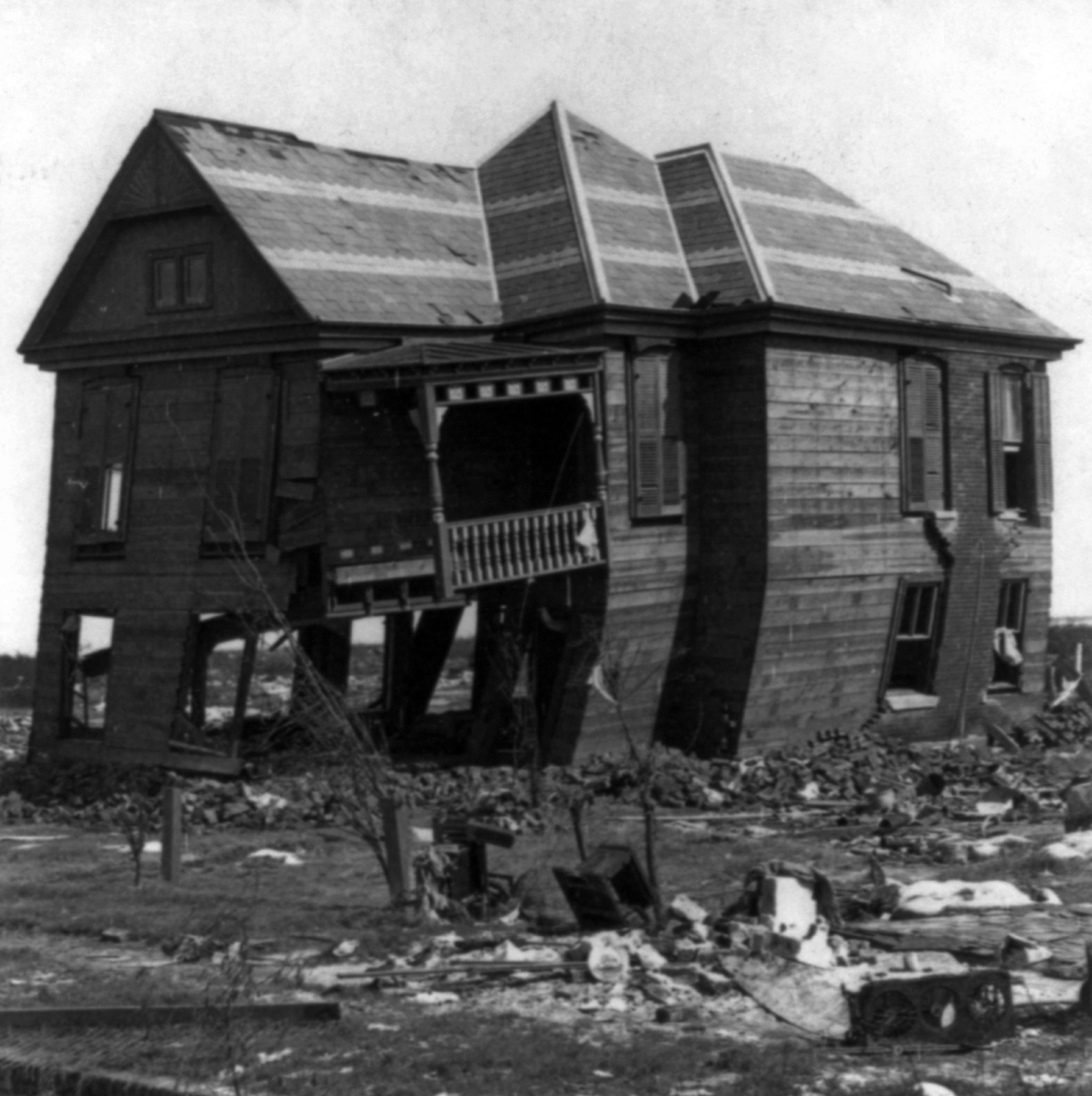
Єдиний уцілілий дім біля пляжу
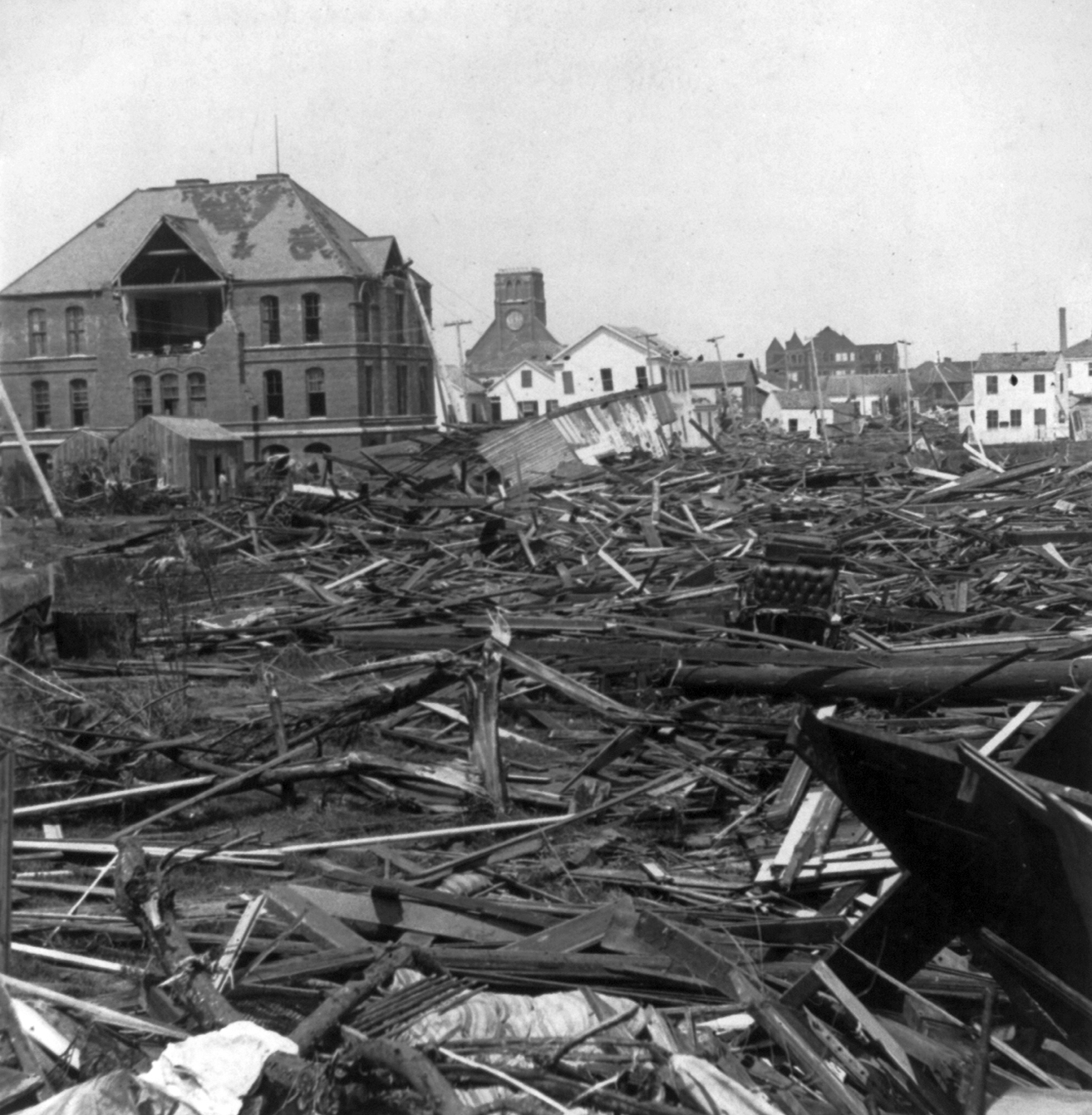
Зруйнована школа
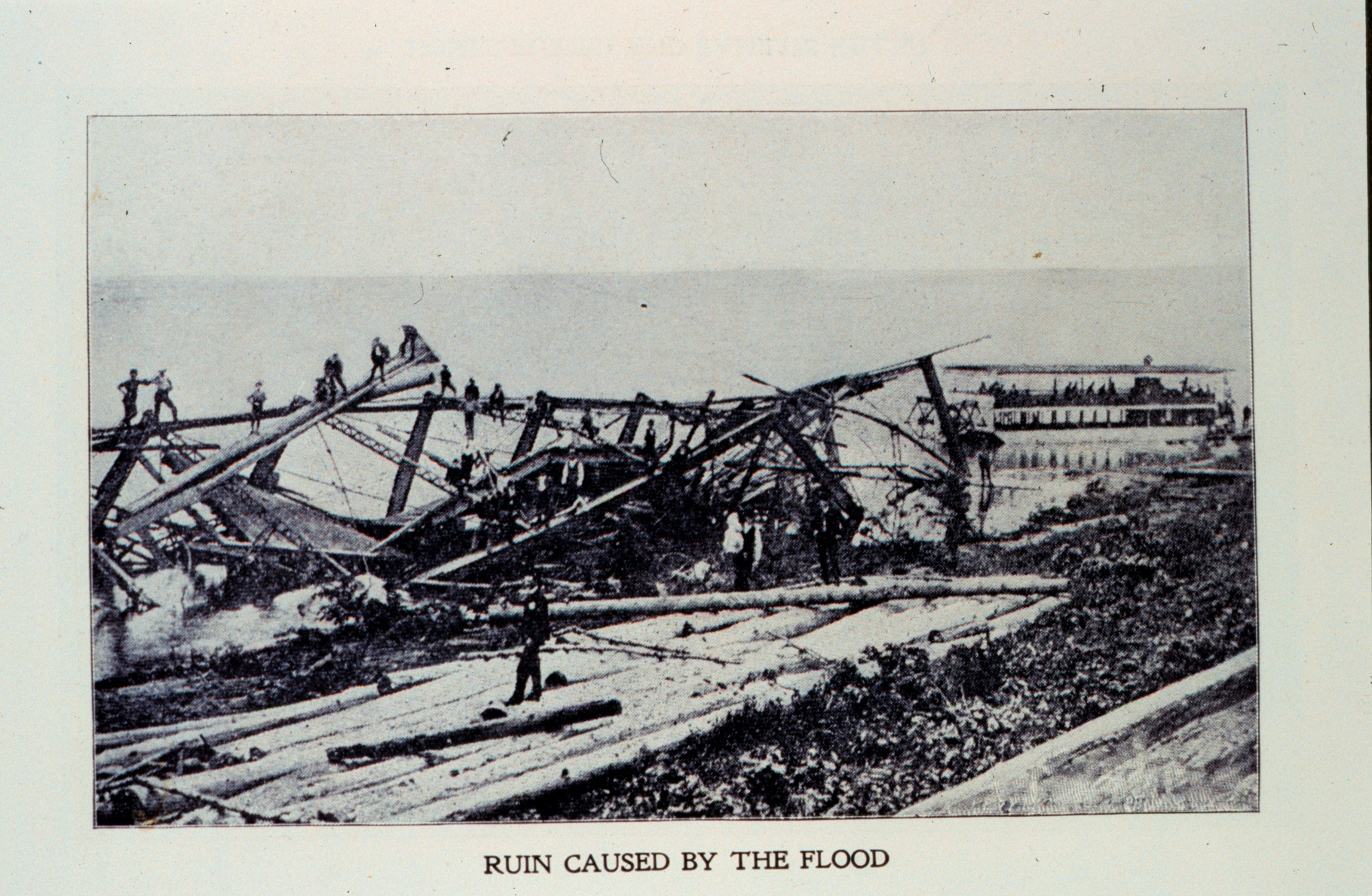
Руїни від повені
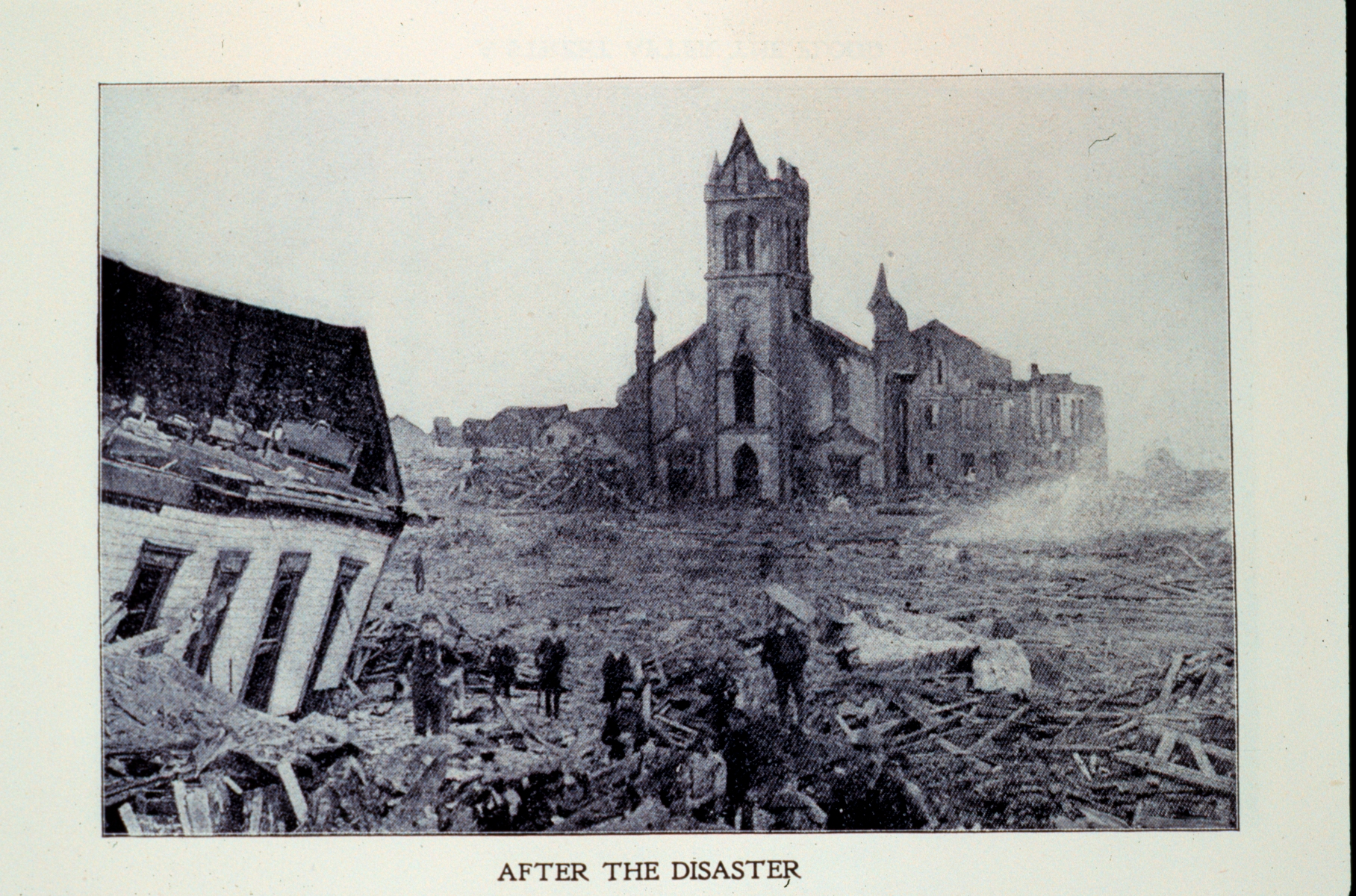
Після трагедії
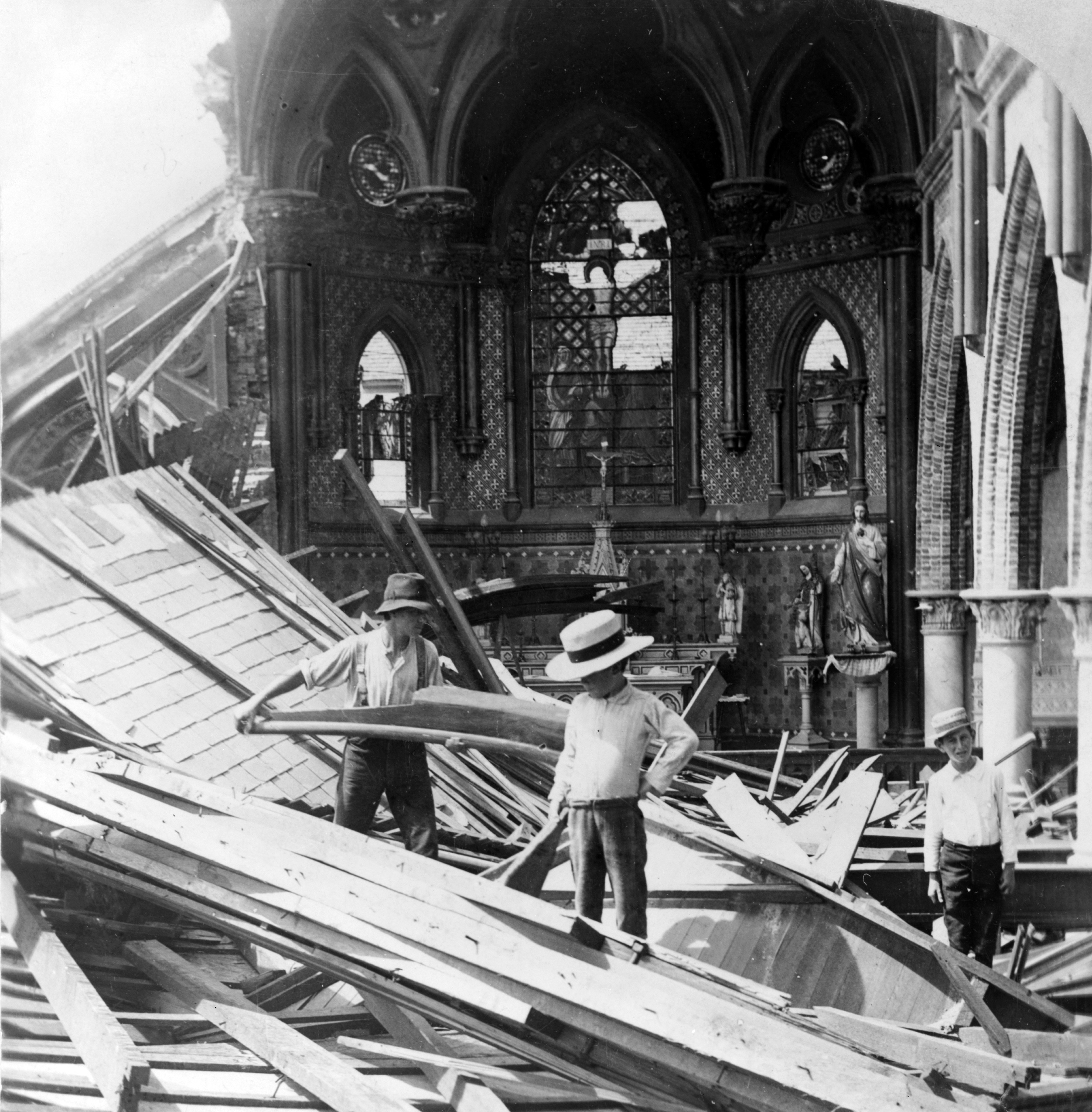
Церква Св. Патрика
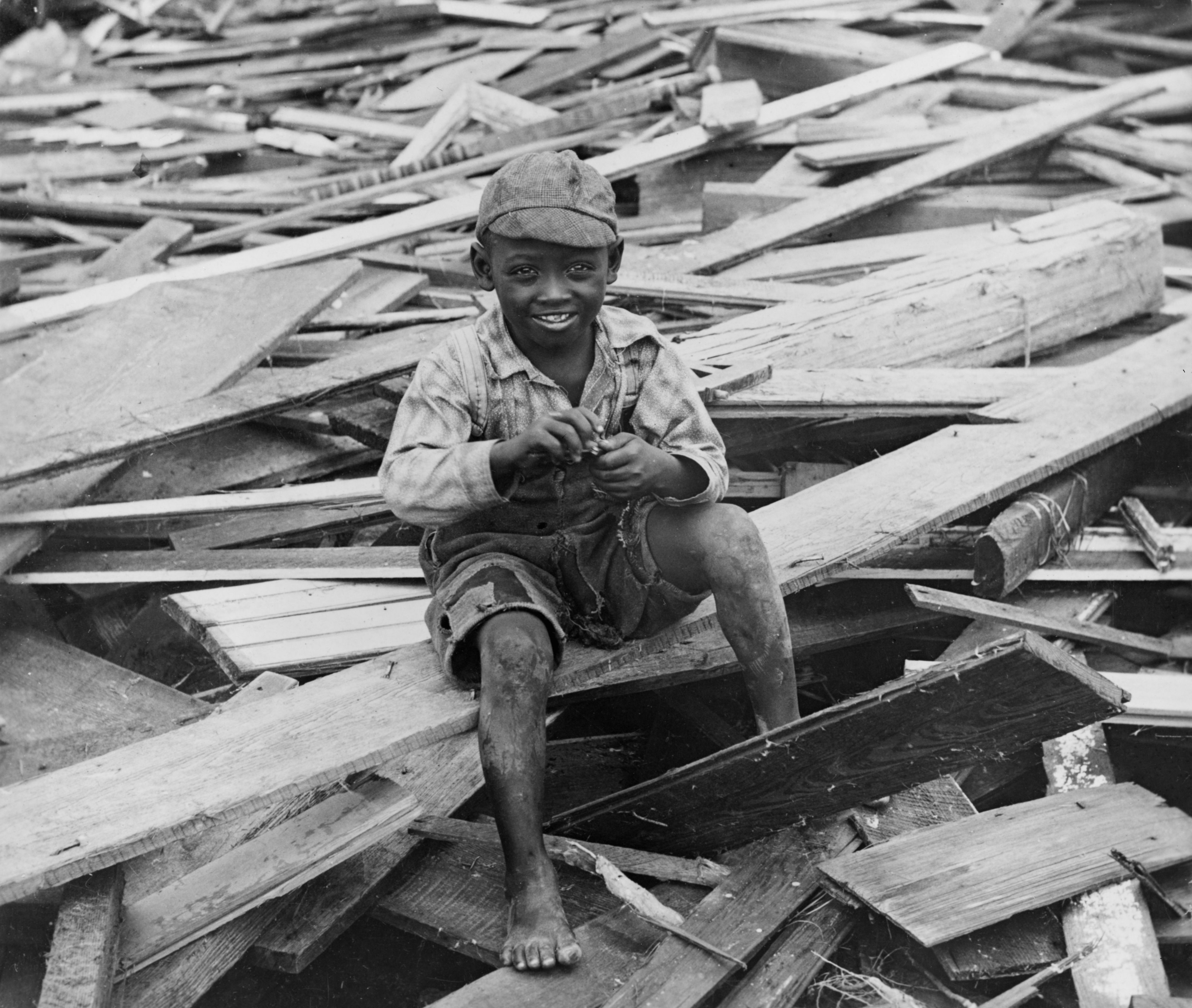
Хлопчик на уламках

## Ресурси Інтернету
- Celebrating 200 years of NOAA [Архівовано 5 жовтня 2008 у Wayback Machine.] from the NOAA (as well as similar content [Архівовано 22 жовтня 2014 у WebCite] from the NOAA History Archives [Архівовано 25 лютого 2011 у Wayback Machine.])
- The 1900 Storm — manuscripts, photographs, and other archival holdings from the Galveston and Texas History Center at the Rosenberg Library — including a list of victims
- The 1900 Storm – Galveston Island, Texas [Архівовано 17 грудня 2007 у Wayback Machine.] — «Remembering the Great Hurricane, September 8, 1900 — A Galveston County Daily News Presentation»
- The early history of Galveston, by Dr. J. O. Dyer [Архівовано 16 березня 2009 у Wayback Machine.], published 1916, hosted by the *Portal to Texas History [Архівовано 12 жовтня 2008 у Wayback Machine.]
- The great Galveston disaster, containing a full and thrilling account of the most appalling calamity of modern times including vivid descriptions of the hurricane [Архівовано 22 червня 2009 у Wayback Machine.], published 1900, hosted by the Portal to Texas History [Архівовано 12 жовтня 2008 у Wayback Machine.]
- Galveston 1900: Storm of the Century [Архівовано 8 січня 2009 у Wayback Machine.] Primary Source Adventure, a lesson plan hosted by The Portal to Texas History [Архівовано 12 жовтня 2008 у Wayback Machine.]
- Sept. 11, 1900: Galveston wiped out Wire service account published in the Minneapolis Tribune
- 1900 Great Storm Theater Galveston Historical Foundation's website